# (6066) Hendricks
(6066) Hendricks es un asteroide perteneciente al cinturón de asteroides, región del sistema solar que se encuentra entre las órbitas de Marte y Júpiter, descubierto el 26 de septiembre de 1987 por Edward Bowell desde la Estación Anderson Mesa (condado de Coconino, cerca de Flagstaff, Arizona, Estados Unidos).

## Designación y nombre
Designado provisionalmente como 1987 SZ3. Fue nombrado Hendricks en homenaje a John Hendricks, fundador de Discovery Communications, Inc., que posee y opera el Discovery Channel y el Learning Channel. John Hendricks es un gran defensor de la astronomía a través de su servicio en la Junta Asesora del Observatorio Lowell, su patrocinio de documentales astronómicos transmitidos en Discovery Channel y su apoyo directo a varios proyectos astronómicos. Fundó Discovery Channel para llenar un vacío. Él cree que ser humano es sentir curiosidad por el mundo que nos rodea, y trata de satisfacer esa necesidad con programas de televisión informativos y educativos.

## Características orbitales
Hendricks está situado a una distancia media del Sol de 2,373 ua, pudiendo alejarse hasta 3,046 ua y acercarse hasta 1,699 ua. Su excentricidad es 0,283 y la inclinación orbital 6,229 grados. Emplea 1335,37 días en completar una órbita alrededor del Sol.

## Características físicas
La magnitud absoluta de Hendricks es 13,6. Tiene 4,514 km de diámetro y su albedo se estima en 0,345. 